# 軒轅劍系列的世界觀
本頁面介紹來自電玩遊戲軒轅劍的世界觀。
轩辕剑系列作品从枫之舞开始的故事的背景，都是建立在真实中国历史上的假想世界。剧情建立在真实历史之上，真实历史人物与历史事件与真实历史相同，但情节以及历史人物均为杜撰。与历史题材的武侠小说有异曲同工之妙。为叙述方便，这个世界下文称之为轩辕剑世界，轩辕剑世界由轩辕剑系列各款游戏说明补充，轩辕剑系列的各款作品也基有这个共同的背景相互印证，如軒轅劍參外傳 天之痕中出现的然翁和古月仙人即是軒轅劍及軒轅劍貳中的何然和古月圣；又如，軒轅劍肆的剧情紧接着楓之舞的剧情。

## 神器

### 東皇鐘
上古十大神器之一，一般傳聞它是傳說中的天界之門，具有創造世界的能力，黃帝曾用其創造了山海界以收納炎帝殘部，也曾使用其力量創造了雲中界。但根據天山石窟中諸神時代殘留之古老壁文記載，東皇鐘乃十大神器力量之首，足以毀天滅地，吞噬諸天。同樣能創造世界，開闢混沌。在《軒轅劍五》一作中，化身為人形，名為夏柔。

### 軒轅劍
上古十大神器之一，黃金色之千年古劍。傳說是天界諸神賜予軒轅黃帝擊敗蚩尤之曠世神劍，其內蘊藏無窮之力，為斬妖除魔的神劍。

傳說在上古時代，軒轅氏於阪泉擊敗炎帝後，逐一征討其剩餘遺臣，卻與蚩尤屢次戰得不分軒輊，雙方損失慘重。兩人為不再製造無謂傷亡，約戰於涿鹿之野，一戰定勝負。開戰前，軒轅氏擔憂自身實力，天女下凡，把從天帝處偷來的天帝之劍給予軒轅氏並改名為此劍，並告訴軒轅氏使用此劍必能擊敗蚩尤。軒轅氏使用時，劍身於戰鬥中斷裂，軒轅氏將其再次修鑄而成，最後並以軒轅氏之名來命名軒轅劍，軒轅氏逝世後此劍不知所終。

### 盤古斧
上古十大神器之一，傳說天地混沌之初，盤古從睡夢中醒來，見到天地如此晦黯，一氣之下拿出一巨大之斧劈開天與地；自此便有了我們的世界，後世傳言得此斧便能有分天地的力量。有開天闢地，穿梭太虛之力，威力不下於軒轅劍。天之痕時古月聖吩咐陳靖仇向盤古借取來對付饕餮。共工曾用此斧意圖打開天界之門。

### 煉妖壺
上古十大神器之一，是女娲依据神器造物仙鼎为原型的仿造品，
古稱九黎壺。乃上古異寶之一，擁有不可思議之力。據說能造就一切萬物，也有驚人之毀壞力量。內部有著奇異之空間，空間之大似能將天地收納于內。原是女媧的寶物之一，繼為九黎族酋長蚩尤所擁有，一般是一個青銅的方壺，也曾出現以瓷壺出現。可以將任何東西收入其中，甚於神器。煉妖壺中一般有很多妖怪，但後來有一個叫做壺中仙的妖怪擊敗了其他所有妖怪成為壺內乾坤的主人。惟壺中仙在軒轅劍二時，被何然以軒轅劍封印於壺中，後於軒轅劍二外傳楓之舞被輔子徹釋放，最後於軒轅劍四時，遭受黑火重創，依劇本解釋傷重不治死亡，並被安放於金繭中。轉世人物：沒有。天之痕結局時陳靖仇將煉妖壺跟宇文拓交換軒轅劍作紀念，而後宇文拓自我放逐前往西方，之後軒三時由主角賽特持有煉妖壺。

### 昊天塔
上古十大神器之一，原為天界重寶，擁有浩大無疇、吸星換月之力，據說能降一切妖魔邪道，必要時仙神也可以降服，但後因不明原因而下落不明。在軒轅劍五之主角，即為昊天塔轉世。轉世人物有：(軒轅劍五)陸承軒

### 伏羲琴
上古十大神器之一，伏羲以玉石加以上天絲弦所製出之樂器，稱之為琴。此琴泛著溫柔的白色光芒，其琴音能使人心感到寧靜祥和，據說擁有能支配萬物心靈之神秘力量。天之痕時曾由古月聖將獨孤寧珂的魂魄放入伏羲琴淨化99年使其投胎轉世成為軒三的妮可。

### 神農鼎
上古十大神器之一，古稱造世鼎，上古時代神農氏為天下蒼生遍嚐百草、煉奇藥，也為後世奠定醫學基礎。神農昔日煉制百藥之古鼎，正因如此積聚千年來無數靈藥之氣，據說能夠煉製出天界諸神都無法輕易煉製的曠世神藥，並隱藏其他神秘力量。於軒轅劍三外傳天之痕中，為拓跋族代代相傳之神器。

### 崆峒印
上古十大神器之一，崆峒龍印。傳言此印在上古時期便已存在的古印，其上刻塑有五方天帝(東太昊、南炎帝、西少昊、北顓頊，以及中黃帝)形貌，並有金龍盤繞其上。自古相傳，得到它的人就能擁有天下，也有人傳說它能讓人不老不死，自古許多方士紛紛出海找尋此印，但最後都只是踏上不歸之路。在軒轅劍三外傳天之痕中，為海上不死龍族的護守神器，有使人青春不老之力。

### 崑崙鏡
上古十大神器之一，仙人故鄉崑崙山是上達天梯的其中一條，其中的路程充滿許多艱險，崑崙天宮中有一面神鏡；傳言此鏡擁有穿梭時空的能力，但在一次仙人盛會中神鏡被人所偷。在軒轅劍外傳天之痕中，宇文拓即為崑崙鏡轉世。而軒轅劍三代主角賽特有類似崑崙鏡的能力，故猜測賽特為宇文拓的後世。

補充：

宇文拓是賽特祖先，賽特不是宇文拓。賽特的前世曾是西方的天使一員，後來則選擇與自己靈質相近的宇文拓後裔身份來轉世。前世是撒旦的好朋友(天使之一)，因利用反曼陀羅陣而製造出時間跟空間的裂縫而可以自由的穿梭其中。根據阿鮑的設定，他也曾在神州大陸轉世過，所以才會看得懂壺中世界石碑上的方塊字，也因此可知他前世得到的能力會延續下來...

### 女媧石
上古十大神器之一，女媧是人類的母親，她捏土造人、煉石補天，並幫人類收服了許多妖魔，自古為神州人民景仰；在煉化五色石中遺留的一塊奇石，此石並沒有被拿去補天；在人界吸收日月精華後，至今尚存在人界，有復活重生之力。相傳女媧曾為救自己病故之愛女（白玉），將自己萬年修為貫注於一顆昔日補天所餘的五彩玉石上，自此該靈石就具有特別之力。在軒轅劍三外傳天之痕中，女主角小雪，即為女媧石轉世。

### 太一轮
原上古十大神器之一，太一轮(或太一之輪)是东皇太一与诸神共同创造的用来控制天地万物生剋的的神器，被安置在昊天界的太一聖殿内。太一殿每隔千年僅開一個時辰，其間緊閉的大門連諸神都無法強制開啟之，且若有人被困在其中則將不會死亡。昊天界是一个独立与人间界的世界，由许多悬浮的岛屿和连接的彩虹桥组成。太一之轮作为管理生剋的最高神器，拥有绝对的控制权。且凡是进入太一殿的人都可以修改上面的生剋。按游戏中的说法，太一之轮上有“黄帝剋炎帝”、“周剋商”、“秦剋晉”三个人为修改的生剋，另外也有「金剋木」之類的五行生剋。
在軒轅劍六中，太一輪被提及是十大神器之一，後因被昊天塔封印而被取代。

### 玄涛戟
水神共工兵器，共工与火神祝融抗衡，共工宁死不降，向火神祝融投掷玄涛戟，并撞不周山自尽，玄涛戟留在傅岩戟山。

### 夏祭器
夏朝祭祀天地四方的祭器，總共有六件，分別名為朱雀之璋、玄武之璜、青龍之圭、白獸之琥、黃麟之琮、蒼螭之璧。遊戲中只要取得其中三件，於昊澤邊唸動咒語，便能前往昊天界。
其名字源於《周禮‧春官宗伯》：「以玉作六器，以禮天地四方：以蒼璧禮天，以黃琮禮地，以青圭禮東方，以赤璋禮南方，以白琥禮西方，以玄璜禮北方」。

### 天垣聖環
夏朝女祭司們世世代代相傳的聖器，能與鬼神交流，擁有封印的力量。

### 黑火
黑火是一万多年前的古蜀国為了對抗身毒脈輪術，一位叫“柒”的少年，在贵族的资助，和撒旦的誘惑下，所研发的具有无限能量的物质。黑火诞生自紫水晶并由紫水晶控制，九份黑火彼此之间可以互相融合增幅能量，两份黑火融合后能量增至四倍（2×2），融合第三份则增为十六倍（4×4），第四份激增至二百五十六倍（16×16）。柒将部分紫水晶镶嵌于额头和手上以操控黑火，在融合第七份黑火时失控，高度发达的古蜀国被黑火引发的洪水毁灭，黑火化作九只巨大青铜神像，柒于金蛹中陷入长眠状态。西南梁州古蜀民将九只神像献给禹，并定居中原岷津。禹将九只青铜神像与九州牧所呈贡之青铜融合，铸为九鼎存放于泗水底。
姜太公于牧野之战利用黑火战胜殷商大军后，修建密室于镐京以存放九鼎，紫水晶石藏于之罘山封神台。蜀桑子无意间得到黑火金属化的碎屑，将其用炼妖壶炼化，诞生出桑纹锦。蜀桑子前往蜀国找到金蛹中的柒并得到紫水晶，但當了解黑火的危險性後就放棄改鑽研機關術。
桑纹锦将紫晶石交与壶中仙，壶中仙将九鼎放回泗水底并加以研究，用紫晶石操纵其中两鼎征服了云中界。壶中仙为协助楚国召唤两鼎飞往战场，墨门辅子彻以轩辕剑将两鼎击败，两鼎被墨门归还于周王朝廷。壶中仙以剩余七鼎战辅子彻于泗水，辅子彻与轩辕剑最终被封印于练妖壶。
白舆盗取周王朝廷的一鼎并以赝品替代。秦昭襄王灭亡周王朝后将鼎全部运回咸阳，壶中仙于途中将其中唯一真鼎带回泗水底。白舆以黑火鼎制造机关屋，桑纹锦唤醒金蛹中的柒后被柒操控取走机关屋黑火鼎。柒最终于泗水融合九鼎时被黑火龙吞噬，黑火龙被轩辕剑击溃。

### 日向族神鏡
《軒轅劍外傳：雲之遙》中，由主角群之一的久悠所持有，由日向族製造的神鏡，源自日本三大神器「鏡」，能夠照出事物的本質，並將其映射在其中，甚至能夠創造出一個小世界(即是鏡中世界或簡稱鏡界)。
來到中原後，久悠亦製造了複製品給主角徐暮雲和蘭茵，讓他們也能夠使用鏡界的力量。

### 赤血珠
姜子牙命姬克炼化出四颗‘赤血珠’以设下‘四象结界’封印凤灵。此法需以四百四十四名女子血祭，才可炼出‘赤血珠’。之后将赤血珠设于四方灵岳峰顶祭坛，构成封灵之阵，方能锁住凤灵。

### 万灵血珠
以巴别之路代替虚空之阵其中炼妖壶的替代品，为挽救人间界而牺牲雁门、东莱、会稽、涪陵、长沙、灵武六郡共三十六万余人性命炼出6颗万灵血珠。

### 圣宇盘 星曜石
山海界青龙国圣物，青龙圣者通过圣宇盘与28颗星曜石封印天女。

### 天书
原本是记录了古蜀国黑火技术的竹简，壶中仙为实现“谐律”计划用东皇鐘给竹简创造一个类似壶中世界的天书世界。壶中仙寻求墨家辅子彻的支持遭拒，部分竹简遗落在墨家，之后两百多年被刻录了墨家机关术机密，桑纹锦将之交与姬良。壶中仙化身为黄石公将竹简赠予姬良，姬良将收集到的所有竹简合成天书，桓远之通过疾鹏获得后穿越时空交给车芸，之后被车芸的转世苻殷获得。

## 法宝

### 龍颿
奇特的寶物，會以身上跳動的數字傷害敵人。

### 九天算尺
歷代星算家的智慧結晶，可算出應合天時的那一剎那。

### 鼠槌
使用之後會很神奇地出現於空中搥打敵人，無論多頑強的角色都會受到傷害。

### 常轉法輪
天外天的法寶，其內容福禍相參，可藉由轉動法輪來決定命運。

### 借物神爪
窃贼的拿手绝活，可趁人未察觉之时偷取身上之物，为了掩人耳目，故取此名。

### 水镜娃娃
以水镜为蓝本所制成的娃娃，缝纫技术高超，彷彿本人立于眼前。

### 黄金法宝
地藏米珍贵的法宝，感觉会带来好运气。

### 防过敏小宝
只要有了这个法宝，不论是尘螨、脏空气还是带壳海鲜，通通无法让你鼻子红通通、脑袋全空空！

### 夺拦之剑
马龙出门会带的武器，虽然是把剑，但不用拿在手上也能发挥它神奇的功能。

## 奇术

### 木甲术
古代工匠偃师开发出以磁为动力、以磁榫来控制木器的技术，但失传数百年，令狐国车氏研究“御木为兵”复原了其中部分技术。

### 机关术
鬼谷子、公输班、墨子创造，以畜为动力，以枢来控制，用作为战争军事工具，

### 炼妖术
以上古神器炼妖壶或天书、日向族神鏡来收服炼化生物。

### 战甲术
古蜀国研制的武装技术。

### 脉轮术
身毒国脉轮师以人体内七个脉轮来凝聚人体查克拉与天地间的能量,用以攻击、防守、治疗。最高境界天脉能拥有远超出常人想像之强大力量，能轻易以一敌万。

## 阵法

### 天女白玉轮
天女白玉轮是伏羲和女娲为了拯救他们的孩子所创造的让死者复活的阵法。需要伏羲琴和女娲石两件神器布阵。阵型按八卦方位，巽位放伏羲琴，震位放女娲石。任何死者在七天之内都可以用此阵复活，复活时需要使用死者的原始肉体。天女白玉轮被安置在位於天上界的伏羲宫殿中。在轩辕剑系列中，有天之痕中的拓拔玉儿和蒼之濤中的慕容诗通过此阵复活。

### 六芒星阵
不同于宗教中的六芒星，在轩辕剑中，六芒星阵是一种沟通人间界和魔界的通道。施法者以鲜血绘成六芒星，口念咒语，即可进入魔界或从魔界中召唤生物。如軒參女主角“妮可”就是通过这种方法被召唤到人间。 此外，六芒星阵也用来采集“万灵血”，万灵血是一座拥有六万人口的全城人生命所幻化成的血珠。并且要求这被选中施法的六座城市位置可以与六芒星六个顶点重合。

### 失却之阵
失却之阵是专为上古十神器设计的阵法之一，取上古神器中的伏羲琴，神农鼎，崆峒印，昆仑镜，女娲石可以列「失却之阵」，依据中心神器不同而功能各异：以琴做中心，可以操控人心；以鼎做中心，可以煉化仙藥；以印做中心，可以不老不死；以鏡做核心，可以穿梭時空（但要注意的是，五樣神器將會在穿梭時空的四十九天後自行返回原來的時代）；以石做核心，可以重建结界。失却之阵除了要借助上古神器本身的能量之外，阵中每一件沒有化為人形的上古神器还必须有一个人陪同，失却之阵会夺取此人最宝贵之记忆，故而名为失却之阵。

### 虚空之阵
虚空之阵是另一个以上古十神器设计的阵法，取上古神器中的东皇钟、轩辕剑、盘古斧、炼妖壶、昊天塔五樣上古神器列陣，開啟虛空之路，可以到達天之痕所在的天上界，其他用法不详。

### 巴別之路
在軒轅劍三外傳天之痕中，由於宇文拓找不到已化為人形的東皇鐘和昊天塔，於是聽取來自西方女魔將寧珂的建議，使用西方魔法的巴別之路代替虛空之陣。佈陣的方法是以軒轅劍為陣心，大地六芒星代替東皇鐘，天狗蝕日代替盤古斧，萬靈血代替煉妖壺，通天塔代替昊天塔。使用此陣時，同時也會刺穿神州九天結界，這也是為什麼寧珂要告訴宇文拓這個方法的原因。

### 反曼陀罗阵
早在撒旦决心和耶和華斗争的时候，《轩辕剑參》中赛特的前世所創造拥有许多神秘功能的阵法，赛特的前世就是通过这个阵获得穿越时空的能力。轩參中的恐惧之王康纳里士为帮助撒旦完成天地统治，用人骨建立这个阵。

### 释提桓因陀罗阵
白王利用天垣圣环封印噬的封印阵。

## 世界、结界

### 山海界
上古之时，黃帝與蚩尤大戰後，黃帝勝出，並封印蚩尤。由于蚩尤的残存部族对黄帝的威胁依然存在，黄帝用东皇鐘创造了一个新世界，即“山海界”。他将炎帝和蚩尤的残部：青龍、朱雀、白虎、玄武等放逐入此世界。黄帝的爱人青魃由于帮助黄帝，精力用尽，无法返回天庭，而待在人间又会带来干旱，黄帝忍痛将她也放入山海界。

#### 青龙国
青龍國是千餘年前的青龍聖者運用本身操縱植物的能力，凝聚建造而出。由於位處建木之頂，因此擁有遺世之都的別名。
青龍族，炎帝四靈諸侯之一，其族青髮龍角，臂間龍麟，壽命比起其他國別要長得多，俱有控制植物的力量，且不喜歡跟外族打交道。世代聽從聖者紛咐，守護著某個傳說。

#### 玄武国
玄武國位於玄海的一個島嶼之上，島中有天然的港口和半月形防波堤渾然天成是最大的地理景觀，島上建築物倚山面海而建。目前遇到的危機，是世子失蹤，而出現內亂問題。
玄武族，炎帝四靈諸侯之一，其族民特色是臂上有玄甲，並因擁有某種特殊的技能，所以能不靠外力直接入海。

#### 白虎国
炎帝四靈諸侯之一，位居西方白色大草原勢力最大、經濟最繁榮的國家。國內清一色為白色，為蒙古包造型的磚瓦建築，並會以獸皮裝飾建築內外。城中央有象徵白虎國精神象徵的的雕像台座，左側為國營巨大馬場，飼養許多怪物。

#### 朱雀国
炎帝四靈諸侯之一，南方大國，建築在火山的一個要塞城堡。城內種植滿火紅色的鳳凰木，讓整座城佈滿了象徵火焰的紅色。城外有四塔炎壁陣行程的障璧守護著朱雀城，要侵入並不是很容易。

#### 白民国
由於戰亂的關係，此處已經成為一個荒涼的地方。除了拜火堂尚稱完整之外，其他建築形同廢墟。

#### 毛民国
毛民國座落在某森林裡的山腳下的一塊黃土高地，房屋多為山洞所挖出來，廣場有隻大鳥雕像為其特徵。
毛民族人全身上下片佈毛髮，說話口齒不清，只會用間單的字語來溝通，靠著週遭一座森林提供的果糧，過著原始而又自給自足的生活。但是最近森林裡的猛獸甦醒，危害到毛民人的安全，國內甚至因此爆發斷糧危機。

#### 氐人国
氐人國位於玄海之中，國內四周充滿泡沫，並有許多的珊瑚礁，貝殼類裝飾水洞存在，氐人國王是住在富麗堂皇的水晶宮殿之中，一般氐人民則住普通的貝殼屋裡。
氐人族上身是人，下身是魚，擁有上天下地的本領。生活在玄海中，雖然領域性格強烈，但卻不曾與外界有任何衝突。但是近來魚人入侵玄海，不斷挑釁氐人，導致玄海底爭戰頻傳。

#### 长股国
因為戰亂城牆有兩處已經崩塌。另外由於長股國人腳長，所以建築物是一般的兩倍高，門非常的巨大，門把與窗戶則在非常高的地方。

#### 一目国
位處於鐘山上，長滿許多奇異的藥草，尤其是其中的藥峰之上更是佈滿稀少的草藥，不過這也是由於有凶惡的妖魔存在的緣故。

#### 奇肱国
奇肱國建築在山坡上，當地風終年不停的吹，因此國內四處放置許多小型的風車，成為奇肱國的特點。
奇肱族人精於工藝技術，常為了便利自己的生活而造出相當多的機關來，也因此常製出預期之外的作品，而困擾不已。

#### 周侥国
周僥國是擁有巨大梯田的農村國家，田裡四處種著大大小小的肉芝。國內最大的建築是堆放農物的大穀倉，村莊外圍用木樁圍成，用以防制大鳥來襲，可惜成效不彰。
周僥族人身型最高三尺，最矮只有幾寸，以耕作過活。可是因為身材太小，常在耕作之時，被凶惡的大鳥襲擊叼走，所以很傷腦筋。

#### 女子国
女子國位於西部草原北方，國內純女無男，傳說是因其國婦人入浴黃池，出即懷妊矣。若生男子，三歲輒死的緣故。城鎮風格為奇幻式的中國風建築，多以淡粉紅色等柔和暖色系顏色為主，並種植大片的小花小草造景點綴城內。
女子族形象屬柔，擅長輔助回復法術。為解決因氣候炎熱引發的食粴問題，而加入了西方同盟的勢力，在同盟中屬於後援補給部隊，負責救援與運送物資。

#### 鱼人国
位于玄海。

#### 厌火国
位于山海界南部。

### 軒轅界
人类所居住之世界则被称为轩辕界即神州大地，居民被称为轩辕民。

### 天之痕
赤贯星是一颗彗星，在它之前还有一颗“白贯星”。在上古时期，为了避免西方的妖魔入侵神州大地，神州诸神在白贯星划过天际之时，利用白贯星的能量建立了神州九天结界，阻挡西方妖魔的入侵。但是数千年后，当白贯星的对立面赤贯星出现时，便会将这个神州九天结界划出一个口子，这个缺口地带就叫做天之痕，天之痕是一个时间与空间断裂错位的地带，因此神州九天结界在天之痕地带是最为薄弱的，极容易成为西方妖魔入侵华夏的途径。

### 神州九天结界
上古之时，神魔曾经发生过一次大战，神界为了保护华夏大陆的子民不再受魔界困扰，在“白贯星”划过天际的时候设置了“神州九天结界”。而结界的弱点就在于，当“白贯星”的对立面“赤贯星”划过天际时，结界会出现裂痕，从而让魔界通过，称为天之痕。

### 昊天界
在昊澤邊以至少三樣夏后祭器再唸動咒語即可前往。在昊天界二重天末端有著千年開啟一次的太一殿，裡面收藏著掌管天下生剋關係的太一之輪。

### 昆仑界
據說西王母居住於神秘的「崑崙界」第三重天，而上古神器「崑崙鏡」則被收放在第一重天的鏡台上！若要進入鏡台內，則必須到第一重天邊緣的春夏秋冬四島，找尋突破鏡台上強大封印的方法。

### 雲中界
雲中界是由壺中仙赤松子利用上古十神器之一的「東皇鐘」創造出來的世界。在這個世界裡有许多种族和国家，在轩辕剑4中主要为多毛國還有水魚國兩個國家，而雲中界的中心地帶便是「雲彩之塔」。「雲彩之塔」裡住著壺中仙，也就是赤松子，以及靈犀族的方士「犀衍」。
另外，由於東晉時桓遠之為了返回春秋時代而在這個由「東皇鐘」創造出來的世界裡使用失卻之陣，其結果造成雲中界產生一道永遠無法消失的「光陰裂痕」。蒼之濤故事裡的慕容詩和七曜使者都是通過這個光陰裂痕返回春秋時代的。

### 壶内乾坤
上古十神器之一的煉妖壺中所產生的世界，最初由何然於軒轅劍貳中首度進入，內中有許多妖物生活（包括壺中仙），但大多瘋瘋癲癲，而每個地圖之間會因次元扭曲而連結至不同的地方。

### 天书世界
在貳代與楓之舞，天書原本只是系統的選項名稱。
從肆代開始，天書世界的概念成立。天書的外貌是一卷竹編捲軸，傳聞是楓之舞男主角輔子徹留下的，肆代主角因劇情獲得。
天書上有部份是機關術記載、部分是輔子徹的紀錄。而肆代主角姬良因閱讀了卷上文字而進入天書世界。
天書世界中有山有水，可收納妖物進入，並命其為己工作。也可搭建房屋、打造神兵利器。甚至可向妖物們學習仙術、組成妖物護駕等等。
在雲之遙中，姬良所建造的天書世界與雲中界谐律融合，名稱為「桃源仙境」。

### 镜界
邪马台国日向族神鏡的镜中世界，能直接将已经辨识妖物镜像召唤出来。

### 神凜幻域
由天帝親自設下的結界，封印著上古時代的神魔，由於使用了崆峒印做為能量來源，故在結界中封印的神魔將會永生不死。

### 幽冥地界
入口位於龍蟠山，是死者靈魂前往的地方，由千年前協助天帝而被封為后土神的黃龍族聖女管理。

### 噬结界
身毒脉轮师修练至‘天脉’境界后一旦死亡，体内的紫气就会散出产生噬，不断扩大以至吞并整个世界。

### 东皇界
昊天塔转世─陆承轩与东皇钟转世─夏柔利用自身神器之力创造新世界，名为东皇界。

### DOMO工作室
自《轩辕剑贰》开始出现于每一代作品中的特殊隐藏空间，可以通过完成任务获得特殊道具，NPC由DOMO小组成员化名。

## 组织

### 墨家
墨家大寨的居民是一个秉承了墨家思想的团体。墨家的亲信弟子达数百人之多，最高的领袖被成为“巨（钜）子”，巨子有绝对的权威。巨子的职位是由集团中公认的贤者互相传让的，墨家的成员都称为“墨者”，必须服从巨子的领导。墨者大多来自社会的下层，能够吃苦耐劳，平时一律短衣草鞋，参加劳动，以吃苦为高尚的事。他们勤于进行实验，作战十分勇敢，平时从事生产劳动，主要职业是教师、工匠等。

### 黑火门
古蜀国隐匿起来的“战甲”一脉，黑火门宗师派人往中原寻回紫晶石以及九鼎。

### 梅罗文加护教骑士团
编制在梅罗文加总督丕平的旗下，但事实上是直属罗马教皇的宗教部队。威尼斯护民官请教骑士团来维护秩序，但骑士团借上帝名义将来到威尼斯进行贸易活动的外国商人们当作异教徒处死，使得威尼斯城秩序一片混乱。

### 飞羽部队
漢軍正規編制外，獨自存在的一支奇襲部隊。該部隊由大漢名將「關羽」「張飛」二人名字各取一字所組成，總人數約兩百人，不受一般漢軍號令節制，來歷成謎。領導者真實身份亦無人知曉，只知以「持國使」「多聞使」「增長使」「廣目使」為代號，出現之時皆戴著面具，以隱藏其真實身份。「飛羽」另從旗下年輕戰士中，以對戰淘汰方式，挑選出最精銳之前十名菁英，分別授予古代「天干」之焉逢、端蒙、游兆、彊梧、徒維、祝犁、商橫、昭陽、橫艾、尚章等名號，分別隸屬於「飛之部」與「羽之部」兩小隊。整個部隊神出鬼沒，來去無蹤，替漢軍暗中執行各種奇兵、暗襲任務。

### 銅雀尊者
魏将曹真被蜀汉的「飞羽」屡次骚扰，士气大挫。为了应付「飞羽」，曹叡决定仿效他们，成立「铜雀尊者」此一组织，以大魏著名之「铜雀台」而命名，负责专事对抗他们。铜雀成员算上编外制度共有八位，以身着服饰之颜色为代号。该组织极为隐蔽，不为外界所知，负责替朝廷执行各种秘密任务，以及专门对付蜀汉精英部队「飞羽」。

### 太辰宮「九龍子」
大祭司「太辰」麾下直屬的九名祭司，分別為囚牛、蒲牢、嘲風、霸下、螭吻、負屭、睚眥、狴犴與狻猊。由於晉國地處北鄙之地、常年與戎狄夾雜，因此國內巫祝勢力強大，而這些戎狄巫師們後來被晉國專司卜筮祭祀的「太辰宮」一一網羅，負責掌管許多國君也畏懼三分之神秘法術。在「城濮之戰」時，他們隨同晉國大軍作戰，以法術力量擊敗了當時天下無敵之荊楚大軍，替晉國奪得天下霸權，名震九州。

### 七曜使者
這七人穿著一身黑袍，及造型神秘詭異的青銅甲冑，每人都擁有足以與太辰宮「九龍子」祭司匹敵甚至超越之驚人實力！儘管他們實力如此驚人，但他們卻豪不去積極奪取當今天下的霸權，只是前往五嶽山巔上，將太辰宮之前辛苦設下的「五嶽結界」，陸續一一加以破壞，意圖阻撓晉國必須足足花上五年才得以積聚齊全的「王霸之氣」！

## 常见妖物、BOSS
蚩尤、饕餮、檮杌、混沌、刑天、撒旦。 

## 註解
1. ↑  也就是說，設第一份力量為1，第二份就會是4(221=22=4)，第三份則是16(222=24=16)，第四份就會是256(223=28=256)，以此類推。也就是當九份黑火全部融在一起的時候，那個能量會是二的兩百五十六次方倍(228=2256=1.1579208923731619542357098500869e+77)
2. ↑  仅出现在玉儿结局
3. 1 2 3 4 5 6 7 8 9 10 11 12  . swd.joypark.com.tw.   [2017-05-22]. （原始内容存档于2019-10-02）.